# Midpines
Midpines es un lugar designado por el censo ubicado en el condado de Mariposa en el estado estadounidense de California. En el año 2010 tenía una población de 1.204 habitantes.

## Geografía
Midpines se encuentra ubicado en las coordenadas 37°32′52″N 119°57′0″O / 37.54778, -119.95000.